# Elezioni amministrative in Italia del 1968
Nel 1968 in Italia si votò per il rinnovo di alcuni consigli provinciali e comunali, tutti a causa di repentine crisi con conseguenti commissariamenti nell’annata precedente.

## Elezioni comunali

### Veneto

#### Belluno
| Liste                                                   | Voti   | %    | Seggi |
| ------------------------------------------------------- | ------ | ---- | ----- |
| Democrazia Cristiana (DC)                               | 8.024  | 39,9 | 17    |
| Partito Socialista Unificato (PSU)                      | 4.582  | 22,8 | 9     |
| Partito Comunista Italiano (PCI)                        | 2.907  | 14,4 | 6     |
| Partito Liberale Italiano (PLI)                         | 2.131  | 10,6 | 4     |
| Partito Socialista Italiano di Unità Proletaria (PSIUP) | 1.045  | 5,2  | 2     |
| Partito Repubblicano Italiano (PRI)                     | 869    | 4,3  | 1     |
| Movimento Sociale Italiano (MSI)                        | 558    | 2,8  | 1     |
| Totale                                                  | 20.116 |      | 40    |

### Emilia-Romagna

#### Ravenna
| Liste                                                   | Voti   | %     | Seggi |
| ------------------------------------------------------- | ------ | ----- | ----- |
| Partito Comunista Italiano (PCI)                        | 36.878 | 43,19 | 23    |
| Partito Repubblicano Italiano (PRI)                     | 22.799 | 26,70 | 14    |
| Democrazia Cristiana (DC)                               | 14.334 | 16,79 | 8     |
| Partito Socialista Unificato (PSU)                      | 5.154  | 6,03  | 3     |
| Partito Socialista Italiano di Unità Proletaria (PSIUP) | 3.016  | 3,53  | 1     |
| Partito Liberale Italiano (PLI)                         | 1.816  | 2,12  | 1     |
| Movimento Sociale Italiano (MSI)                        | 1.370  | 1,8   | -     |
| Totale                                                  | 85.367 |       | 50    |

### Toscana

#### Siena
| Liste                            | Voti   | %    | Seggi |
| -------------------------------- | ------ | ---- | ----- |
| Unità Popolare (PCI - PSIUP)     | 20.558 | 45,3 | 19    |
| Siena Libertas (DC - PLI)        | 17.264 | 38,0 | 15    |
| PSU - PRI                        | 6.031  | 13,3 | 5     |
| Movimento Sociale Italiano (MSI) | 1.570  | 3,5  | 1     |
| Totale                           | 45.423 |      | 40    |

### Marche

#### Ancona
| Liste                                                   | Voti   | %     | Seggi |
| ------------------------------------------------------- | ------ | ----- | ----- |
| Partito Comunista Italiano (PCI)                        | 22.362 | 32,56 | 18    |
| Democrazia Cristiana (DC)                               | 22.011 | 30,05 | 17    |
| Partito Socialista Unificato (PSU)                      | 8.530  | 12,42 | 6     |
| Partito Repubblicano Italiano (PRI)                     | 6.439  | 9,37  | 5     |
| Partito Liberale Italiano (PLI)                         | 2.982  | 4,34  | 2     |
| Partito Socialista Italiano di Unità Proletaria (PSIUP) | 2.320  | 3,37  | 1     |
| Movimento Sociale Italiano (MSI)                        | 2.103  | 3,06  | 1     |
| Totale                                                  | 66.747 |       | 50    |

## Elezioni provinciali

### Provincia di Ravenna
| Liste                                        | Voti    | %     | Seggi |
| -------------------------------------------- | ------- | ----- | ----- |
| Partito Comunista Italiano-PSIUP (PCI-PSIUP) | 113.811 | 48,92 | 15    |
| Democrazia Cristiana (DC)                    | 54.375  | 23,38 | 7     |
| Partito Repubblicano Italiano (PRI)          | 35.807  | 15,40 | 5     |
| Partito Socialista Unificato (PSU)           | 20.055  | 8,62  | 3     |
| Partito Liberale Italiano (PLI)              | 5.455   | 2,34  | -     |
| Movimento Sociale Italiano (MSI)             | 3.134   | 1,34  | -     |
| Totale                                       |         |       | 30    |